# Psathyrella borgensis
Psathyrella borgensis är en svampart som beskrevs av Kits van Wav. 1987. Psathyrella borgensis ingår i släktet Psathyrella och familjen Psathyrellaceae.   Inga underarter finns listade i Catalogue of Life.